# Belorado
Belorado è un comune spagnolo di 1 852 abitanti situato nella comunità autonoma di Castiglia e León.

## Monumenti e luoghi d'interesse
Nel paese vi sono i resti di un antico castello del IX secolo e la Ermita Virgen de Bélen con un interessante retablo.

## Località
Oltre al capoluogo il comune comprende le seguenti località:
- Eterna
- Puras de Villafranca
- Quintanaloranco
- Avellanosa de Rioja
- Castil de Carrias
- Loranquillo
- San Miguel de Pedroso